# 神河美音
神河 美音（かみかわ みおん、1989年5月6日 - ）は、日本の元AV女優。ライフプロモーション所属。

## 略歴・人物
北海道出身。趣味・特技はお菓子作り。
2010年にデビューした華奢で貧乳のロリ系AV女優。
2011年1月20日の公式ブログで休業することが所属事務所より発表された。

## 出演作品

### アダルトビデオ
2010年
- 首都圏 援交 80（3月2日、フルセイル）
- REC 86（3月11日、プレステージ）
- 友達の彼女 vol.10（3月11日、プレステージ）
- pureness 1（4月10日、フルセイル）
- 僕らの日常 3（5月1日、フルセイル）
- 激似!!! 宮○あおい 初・中出し!（5月13日、ディープス）
- 撮影現場はバイト先。 老若男女が集まる街の、お弁当屋さん編（5月27日、SODクリエイト）
- 断れない子。 七人目（6月2日、プレステージ）
- 陵辱! 素人花嫁が結婚式前日に最初で最後のAV出演! 貧婚式を豪華にするためにAVタイアップ 2（6月10日、サディスティックヴィレッジ）
- 新卒アイドル女子社員 Vol.7（6月18日、S級素人）
- エッチ中も、フェラ中も、何をされても、絶対にカメラ目線!!（6月24日、SODクリエイト）
- かわいい貧乳娘貸します。 みおちゃん （Aカップ）（6月25日、青空ソフト）
- 制服美少女と性交（7月5日、ドリームチケット）
- 宇宙少女 みおん（7月16日、宇宙企画）
- 白く汚れたいいなり優等生（7月20日、ピーターズ）
- ウブな清純少女にアクメパンツをはかせて援交スポットに路上放置 グチョグチョの愛液が男を惹きつけて変態プレイされちゃった私（7月22日、SODクリエイト）
- 微乳A とっても感じる小っちゃいおっぱい（8月5日、ドリームチケット）
- 若妻不倫温泉 14（8月20日、S級素人）
- 愛おしい少女愛（8月20日、ピーターズ）
- 違法撮影 Target 10（8月27日、アテナ映像）
- いもうと。 宇宙少女 みおん（8月27日、宇宙企画）
- 貧乳いぢり（8月27日、I.B.WORKS）
- 着衣のまま性的いたずら（9月20日、ピーターズ）
- 学校で中出ししよッ みおん（9月24日、宇宙企画）
- 4回チェンジしたら最後に超カワイ子ちゃん（9月24日、EROTICA）
- スゴ〜く! 制服の似合う素敵な娘（9月25日、オーロラプロジェクト・アネックス）
- 文化系部活少女 写真部員 みおん（9月25日、ラマ）
- 働く女の黒ストッキング足コキ（10月1日、Fetishist）
- ふくらみ（10月15日、ワープエンタテインメント）
- 超高級ロリソープ（10月20日、ピーターズ）
- 学校では見せない桃尻美少女の本性（10月25日、オーロラプロジェクト・アネックス）
- JK援交 VOL.22 ガチ中出し（10月25日、サムシング）
- ロリータ貧乳乳もみインタビュー（11月1日、Fetishist）
- 地元で有名な女子校生に中出し 15（11月12日、Up'S）
- マンズる女をオカズにしながら、センズる自分もオカズにされちゃう 変態相互オナニー（11月15日、ワープエンタテインメント）
- コスプレ妄想SEX 美音は淫膣ラブドール。（11月25日、オーロラプロジェクト・アネックス）
- 拝啓、お兄ちゃん。（12月1日、ワンズファクトリー）
- 妹と兄のヒミツの相互オナニー（12月13日、マルクス兄弟）
- 友達の友達はヤリ友達 最近の女子大生のおこづかい稼ぎ（12月24日、S級素人）
- 全国女子大生図鑑☆北海道 みおん（12月25日、ビッグモーカル）
- AV女優が素に戻ってSEXしたら… 4時間SPECIAL（12月31日、アテナ映像）

2011年
- 神河美音 Premium（2月20日、ピーターズ）※撮りおろし映像を含むベスト版
- メッタ挿し バイブオナニー（3月1日、ワンズファクトリー）
- S-Cute Bookmark 09 貧乳コンプレックス（3月7日、S-Cute）
- 泣きじゃくり 泣き虫美少女・涙ぼろぼろイラマチオ（3月15日、ドリームチケット）
- 初心 清純女子校性なぅ（3月25日、kawaii*）
- 自画撮りじゃなきゃ見せられない 変態淫語女の1人っきり投稿オナニー（6月5日、ドリームチケット）
- キレイ好きなオクチ 2 腰が引けちゃうお掃除フェラとトリハダもんの直後責め（6月15日、ワープエンタテインメント）

2012年
- Tokyo素人女子大生 4時間 MAXIMUM 8（2月10日、BAZOOKA）

2014年
- 職場を抜け出して、秘密のH（7月25日、S-Cute）

2015年
- ホントはエッチな清純美少女（3月1日、S-Cute）
- 制服美少女のエッチな放課後 青春って、気持ちいいかも。（6月1日、S-Cute）

### アダルトサイト
- 7th No.76 Mion（2010年11月1日、S-Cute）
- クリスマス No.01 Mion（2010年12月3日、S-Cute）
- Short No.387 Mion（2011年1月8日、S-Cute）
- Short No.388 Mion（2011年1月8日、S-Cute）
- 7th No.91 Mion（2011年1月14日、S-Cute）
- 清純娘の恥じらいH（2011年3月21日、S-Cute）
- ウブOLにHな研修（2011年4月11日、S-Cute）
- 健気にあったかフェラ（2011年6月8日、S-Cute）
- ウブな制服娘を征服!（2011年7月11日、S-Cute）